# Marwan Attia
Marwan Attia (również Marwan Ateya; ar. مروان عطية; ur. 1 sierpnia 1998 w Kafr ad-Dawwar) – egipski piłkarz, występujący na pozycji pomocnika w egipskim klubie Al-Ahly Kair oraz w reprezentacji Egiptu. Uczestnik Pucharu Narodów Afryki 2023.

## Statystyki

### Klubowe
Na podstawie:
| Klub                   | Sezonów | Liga                    | Liga  | Liga   | Puchar krajowy | Puchar krajowy | Kontynentalne | Kontynentalne | Suma  | Suma   |
| Klub                   | Sezonów | Liga                    | Mecze | Bramki | Mecze          | Bramki         | Mecze         | Bramki        | Mecze | Bramki |
| ---------------------- | ------- | ----------------------- | ----- | ------ | -------------- | -------------- | ------------- | ------------- | ----- | ------ |
| Al-Ittihad Aleksandria | 4       | Egyptian Premier League | 92    | 1      | 3              | 0              | –             | –             | 95    | 1      |
| Al-Ahly Kair           | 2       | Egyptian Premier League | 20    | 0      | 9              | 0              | 26            | 0             | 55    | 0      |
|                        | Łącznie | Łącznie                 | 62    | 2      | 4              | 0              | 1             | 0             | 67    | 2      |

### Reprezentacyjne
Na podstawie:
| Mecze i gole w reprezentacji podczas Pucharu Narodów Afryki 2023 | Mecze i gole w reprezentacji podczas Pucharu Narodów Afryki 2023 | Mecze i gole w reprezentacji podczas Pucharu Narodów Afryki 2023 | Mecze i gole w reprezentacji podczas Pucharu Narodów Afryki 2023 | Mecze i gole w reprezentacji podczas Pucharu Narodów Afryki 2023 | Mecze i gole w reprezentacji podczas Pucharu Narodów Afryki 2023 | Mecze i gole w reprezentacji podczas Pucharu Narodów Afryki 2023 | Mecze i gole w reprezentacji podczas Pucharu Narodów Afryki 2023 |
| Lp.                                                              | Data                                                             | Miasto                                                           | Przeciwnik                                                       | Wynik                                                            | Gole                                                             | Inne                                                             | Faza rozgrywek                                                   |
| ---------------------------------------------------------------- | ---------------------------------------------------------------- | ---------------------------------------------------------------- | ---------------------------------------------------------------- | ---------------------------------------------------------------- | ---------------------------------------------------------------- | ---------------------------------------------------------------- | ---------------------------------------------------------------- |
| 1.                                                               | 18.01.2024                                                       | Abidżan                                                          | Ghana                                                            | 2:2 (0:1)                                                        |                                                                  |                                                                  | Faza grupowa                                                     |
| 2.                                                               | 22.02.2024                                                       | Abidżan                                                          | Republika Zielonego Przylądka                                    | 2:2 (0:1)                                                        |                                                                  |                                                                  | Faza grupowa                                                     |
| 3.                                                               | 28.01.2024                                                       | San Pédro                                                        | Demokratyczna Republika Konga                                    | 1:1 (k.7:8)                                                      |                                                                  | 80'                                                              | 1/8 finału                                                       |

## Sukcesy
Na podstawie:

### Klubowe
Z Al-Ahly Kair:
- Liga Mistrzów CAF 2022/23
- Mistrz Egiptu 2022/23
- Puchar Egiptu 2021/22, 2022/23
- Superpuchar Egiptu 2022/23, 2023/24